# 中華民國地方選舉
中華民國地方選舉是指中華民國地方九類選舉的統稱，具體是指縣市首長、縣市議員、鄉鎮市長、鄉鎮市民代表、村里長、直轄市市長、直轄市議員、直轄市山地原住民區區長、直轄市山地原住民區區民代表的選舉。定期每四年舉行，日期坐落在總統任期中間（第二年的11月）。2005及2009年之選舉，中央選舉委員會將縣市首長、縣市議員、以及鄉鎮市長選舉合併舉行，因而俗稱「三合一選舉」。2014年起至今，地方選舉再納入鄉鎮市民代表、村里長、以及直轄市選舉（市長、議員、直轄市山地原住民區區長及區民代表、里長），使九項選舉合併舉行，統稱為「九合一選舉」。

## 源起
臺灣2014年前選舉頻繁，每年各地皆有大小不同的選舉，為了減少地方選舉問題，內政部自2002年起著手進行調整選舉期程之研議，後於2010年有了較大幅度的進展。
2010年2月3日修正公布《地方制度法》第83條之1，規定時任地方公職人員，任期調整至2014年12月25日止。影響包括：2009年底當選之縣（市）長任期延長1年又5日；縣（市）議員、鄉（鎮、市）長任期延長9個月又24日；2010年6月當選之鄉（鎮、市）民代表及村（里）長任期則會延長4個月又24日，臺北市里長任期將會縮短22日。
2014年1月29日公布新增《地方制度法》第四章之一，直轄市之區由山地鄉改制者，稱為「直轄市山地原住民區」；5月28日修正公布《公職人員選舉罷免法》，增列「直轄市山地原住民區長」及「直轄市山地原住民區民代表」，原規劃之七合一選舉也因此改名為九合一選舉。11月29日，舉行第一次「地方公職人員選舉」，為臺灣史上規模最大的地方層級選舉。
全國九類地方公職選舉期程改制完畢後，臺灣選舉制度正式劃分為「地方」（即九合一選舉）和「中央」（總統及立法委員）兩個層級，每隔兩年輪流舉行，因此九合一選舉可視為總統的期中考試以及下屆總統大選前哨戰，亦有「台灣版期中選舉」之稱。

## 選舉職位
在九合一選舉裡，若干公職人員選舉是互斥的，如直轄市長選舉與縣（市）長選舉互斥；而實務上直轄市及市為三種公職人員選舉，縣及山地原住民區為五種公職人員選舉。因此以全國角度而言是“九合一選舉”，但在選務運作上依據地方的不同，亦稱為“三合一選舉”或“五合一選舉”。
選舉職位如下：
1. 直轄市長
2. 直轄市議員
3. 縣（市）長
4. 縣（市）議員
5. 鄉（鎮、市）長
6. 鄉（鎮、市）民代表
7. 直轄市山地原住民區長
8. 直轄市山地原住民區民代表
9. 村（里）長

## 歷年九合一選舉
| 選舉年份 | 總統   | 黨籍       | 執政黨直轄市及縣市長淨增／減席次 | 執政黨直轄市及縣市議員淨增／減席次 | 直轄市及縣市長多數黨  | 直轄市及縣市議員多數黨  |
| -------- | ------ | ---------- | -------------------------------- | ---------------------------------- | --------------------- | ----------------------- |
| 2014     | 馬英九 | 中國國民黨 | 中國國民黨 6席（▼9）             | 中國國民黨 386席（▼33）            | 民主進步黨 13席（▲7） | 中國國民黨 386席（▼33） |
| 2018     | 蔡英文 | 民主進步黨 | 民主進步黨 6席（▼7）             | 民主進步黨 238席（▼53）            | 中國國民黨 15席（▲9） | 中國國民黨 394席（▲8）  |
| 2022     | 蔡英文 | 民主進步黨 | 民主進步黨 5席（▼2）             | 民主進步黨 277席（▲39）            | 中國國民黨 14席（▼1） | 中國國民黨 367席（▼27） |
| 2026     | 賴清德 | 民主進步黨 | 民主進步黨                       | 民主進步黨                         |                       |                         |